# Coolhaven (metrostation)
Metrostation Coolhaven is een ondergronds station van de Rotterdamse metro. Het station werd geopend op 10 mei 1982 als eindpunt van de oost-westlijn. Het ligt aan de gelijknamige Coolhaven, een haven in Rotterdam. Het station is opmerkelijk omdat het in een dijk gelegen is. De stationshal ligt op gelijk niveau met de kade, maar ligt toch ondergronds onder de weg die er boven ligt.
Toen het station in 1982 geopend werd was dit station het eindpunt van de lijn. Hierdoor heeft het station een eilandperron. Vlak voor het station was ruimte overgelaten voor een opstelspoor. Omdat de metro in 1986 is doorgetrokken naar Marconiplein is dit nooit afgebouwd. Vanaf december 2009 wordt de metrolijn aangeduid als lijn A, B en C.
Van eind 2006 tot maart 2007 werd het station gemoderniseerd. Wanden en pilaren werden bekleed met voor de huisstijl van RET-metrostations kenmerkende witte panelen. In samenwerking met de Hogeschool Rotterdam richtte men in station Coolhaven een permanente architectuurtentoonstelling in onder de titel Perron van Eer. De tentoonstelling bestaat uit gezeefdrukte foto's van beeldbepalende bouwwerken in Rotterdam en omgeving op de wandpanelen. De foto's zijn alle voorzien van een beschrijvende tekst. Ter gelegenheid van de opening door Jules Deelder werd een gedicht van hem geplaatst in de centrale hal.
Het station ligt onder de kruising van de Rochussenstraat en de Heemraadssingel.

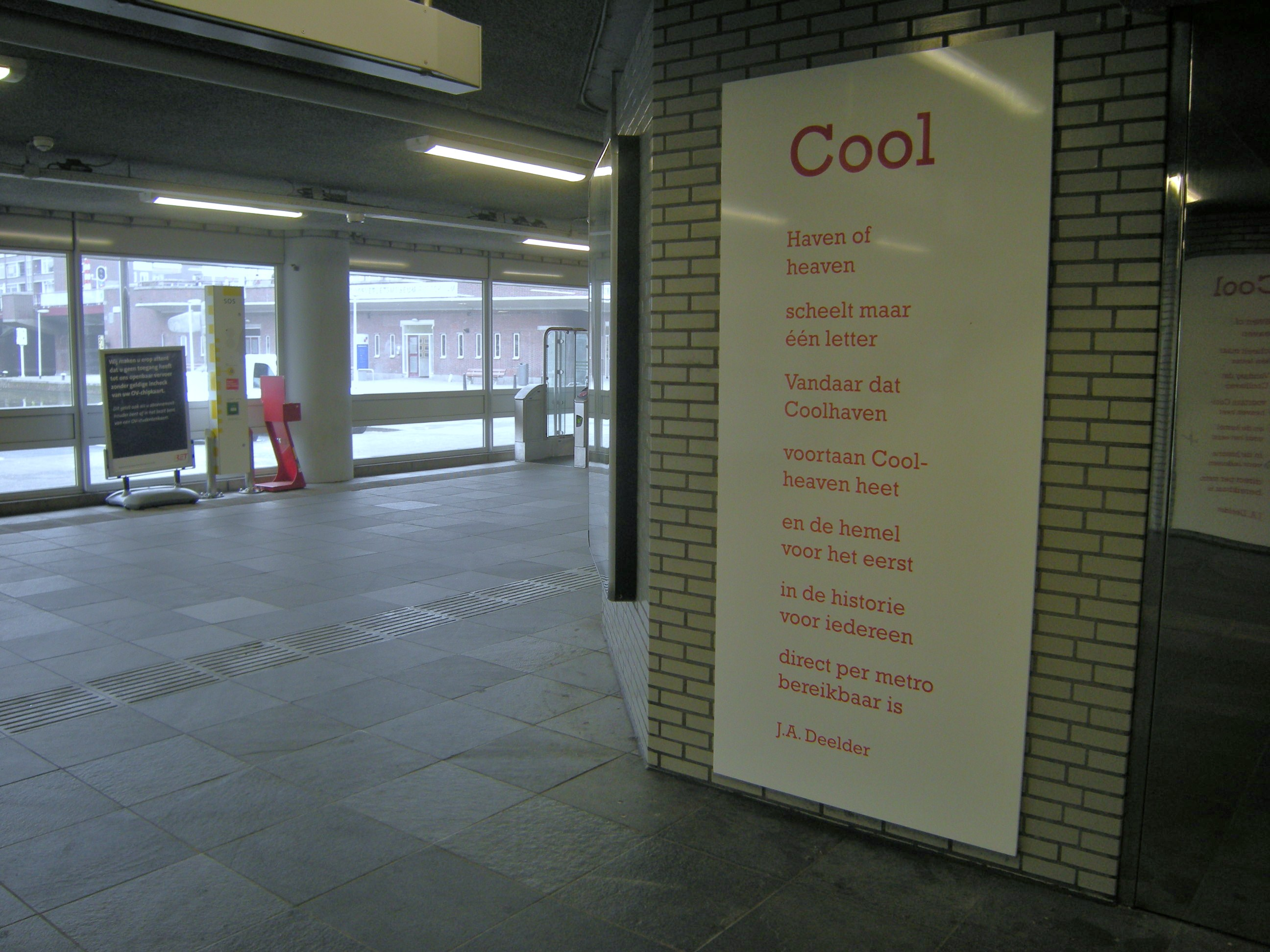
Het gedicht van Jules Deelder
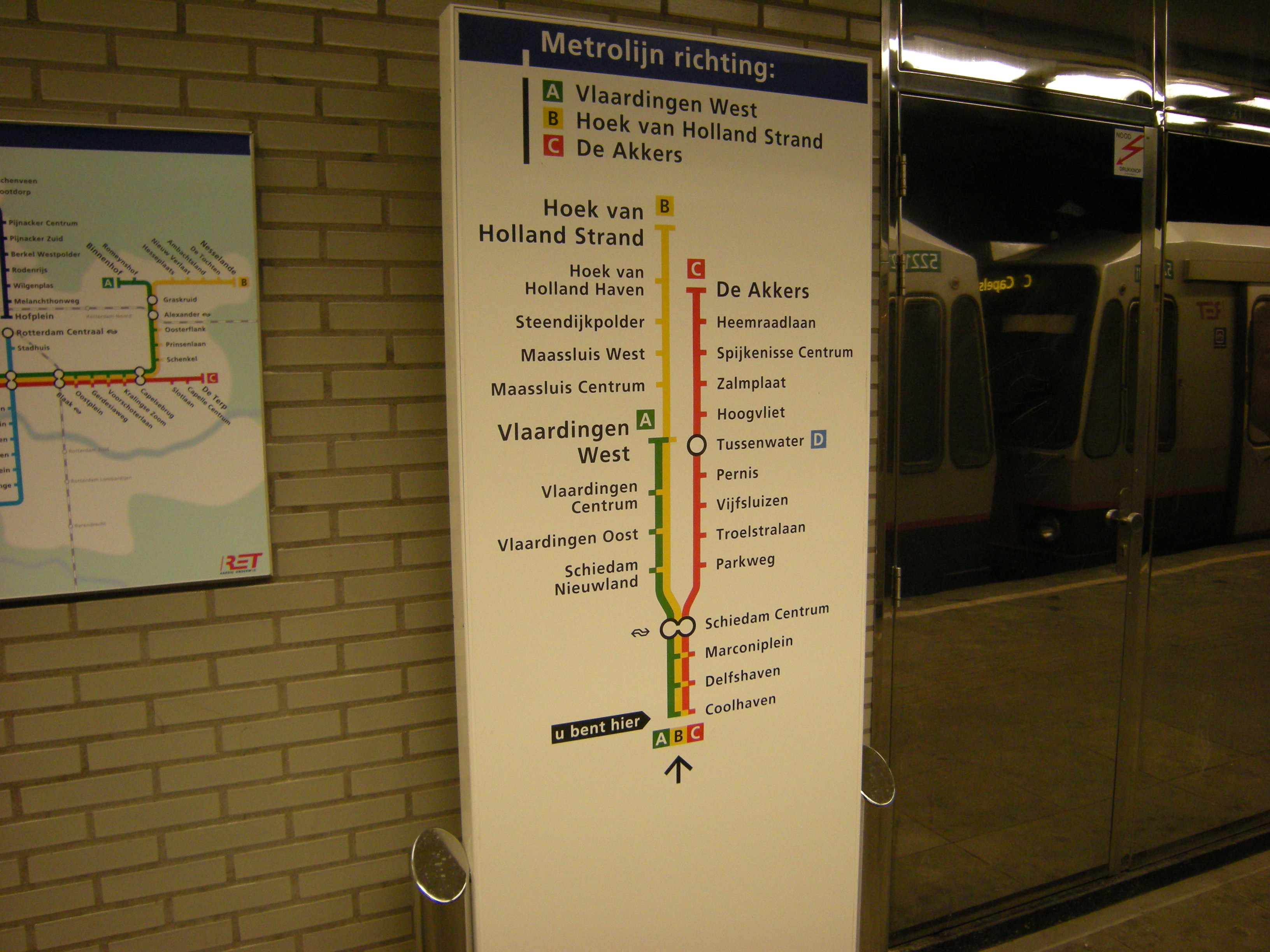
Dit bord was in januari 2010 per ongeluk op het station geplaatst. Op het bord staat de uitbreiding naar Hoek van Holland, terwijl die pas in 2023 werd gerealiseerd.

Binnenhof · Romeynshof · Graskruid · Alexander  · Oosterflank · Prinsenlaan · Schenkel · Capelsebrug · Kralingse Zoom · Voorschoterlaan · Gerdesiaweg · Oostplein · Blaak  · Beurs · Eendrachtsplein · Dijkzigt · Coolhaven · Delfshaven · Marconiplein · Schiedam Centrum  · Schiedam Nieuwland · Vlaardingen Oost · Vlaardingen Centrum · Vlaardingen West
Nesselande · De Tochten · Ambachtsland · Nieuw Verlaat · Hesseplaats · Graskruid · Alexander  · Oosterflank · Prinsenlaan · Schenkel · Capelsebrug · Kralingse Zoom · Voorschoterlaan · Gerdesiaweg · Oostplein · Blaak  · Beurs · Eendrachtsplein · Dijkzigt · Coolhaven · Delfshaven · Marconiplein · Schiedam Centrum  · Schiedam Nieuwland · Vlaardingen Oost · Vlaardingen Centrum · Vlaardingen West · Maassluis Centrum · Maassluis West · Steendijkpolder · Hoek van Holland Haven · Hoek van Holland Strand
De Terp · Capelle Centrum · Slotlaan · Capelsebrug · Kralingse Zoom · Voorschoterlaan · Gerdesiaweg · Oostplein · Blaak  · Beurs · Eendrachtsplein · Dijkzigt · Coolhaven · Delfshaven · Marconiplein · Schiedam Centrum  · Parkweg · Troelstralaan · Vijfsluizen · Pernis · Tussenwater · Hoogvliet · Zalmplaat · Spijkenisse Centrum · Heemraadlaan · De Akkers